# Ван ден Берг, Мартен
Мартен ван ден Берг (нидерл. Maarten van den Bergh; родился 19 апреля 1942, Нью-Йорк, США) — нидерландский предприниматель.
Ван ден Берг сын Сидни Джеймса ван ден Берга, долгое время председательствовавшего в Unilever и являвшемся голландским министром обороны в 1959, и внук Сэмюэла ван ден Берга, одного из основателей Unilever. Он провел 32 года в Royal Dutch Shell, где в конце концов дорос до президента, а также стал вице-президентом комитета управления директоров. В 2001, он оставил Shell чтобы стать председателем Lloyds TSB, одного из крупнейших банков Великобритании. С 2006 года он является представителем BT Group. Также ван ден Берг возглавляет совет директоров Akzo Nobel и является членом совета директоров ABN Amro.
В 2005, The Times назвала его самым влиятельным бизнесменом в Великобритании.